# 石川修平
石川 修平（いしかわ しゅうへい、1992年10月9日 - ）は、日本の俳優。愛知県出身。

## 経歴
高校卒業と同時に東京へ上京し桐朋学園芸術短期大学演劇専攻に入学。
同学校の本科を経て専攻科に進学、修了する。学生時代には日本演劇史、西洋演劇史を学び実践型の授業や試演会などを多数行ってきた。
また在学時、多数の国際演劇フェスティバルに参加し舞台に立つ。
中でもGATS国際演劇フェスティバルにて（中国、イギリス、ドイツなど、世界14ヶ国からその国を代表する高等教育機関が加盟しており、日本の代表校として参加）夏の夜の夢のオーベロン役を演じ、最優秀主演賞を獲得。桐朋学園卒業後は北京の中央戯劇学院から特待生留学として招集される。
留学時は演劇系中国語クラスに所属し中国演劇や歌唱、太極拳など様々な事を学ぶ。
また北京蓬蒿劇場（Penghao Theatre）フェスティバルに演出助手として参加し、現地の俳優と作品を創り高い評価を得る。
帰国後は1年間フリーで活動する傍ら学生時代の同期と共に芝居の団体を立ち上げる。
その後劇団俳優座演劇研究所に入所し2021年に退団。

## 人物
- 特技　空手/サッカ－/北京語
- 趣味　ラジオ/釣り/サイクリング/読書で、ラジオを聴くのが生活の一部になっている。特に好きなラジオ番組は 「伊集院光　深夜の馬鹿力」 「オードリーのオールナイトニッポン」 「アルコ&ピース　D.C.GARAGE」 「ハライチのターン！」など　釣りをして釣った魚は自分で調理して食べるのがモットー。ヒップホップファンで自分でチケットを取ってmcバトルやライブを見に行くほど 特に Creepy Nutsのファンである。好きな作家は朝井リョウ。ゲームはほとんどしないが信長の野望だけは定期的にやっている。

- ペットは上京と同時にカメを飼い始め、カメの名前はヤマゴン。 実家には猫が二匹いる。

- 家族構成は父、母、加えて兄、姉、妹の4人兄妹である。

## 出演作品

### 映画
- 「サイレントトーキョー」2020年7月 波多野貴文監督

### 配信ドラマ
- 「サンクチュアリ-聖域-」2023年5月（猿空 役）Netflix 江口カン監督

### テレビ
- ＴＢＳ「消えた天才 ３時間ＳＰ」2018 年

### CM
- 「横浜ゴム」2018 年
- 高松建設『情熱のリズム』篇 2019年
- サカゼン『Bliss World』（オーダースーツ）篇 2019年
- コカコーラ2019年

### 舞台
- 「森は生きている」2015年10月（2月の精カラス役）
- 「肉弾」2016年（軍曹役）
- 「時の物置」2017年2月（加賀美義雄役）
- 「僕たち、私たちは。」2017年6月（ゴロウ役）
- 「花粉熱」2017年7月（ディヴィッド・ブリス役）
- 紛争地域から生まれた演劇9「朝のライラック（ダーイッシュ時代の死について）2017年12月（アブーバラ役）
- 「わが闇」2018年3月 (守口寅夫役)
- 「チャリングクロス街84番地」2018年7月（フランク役）
- 「から騒ぎ」2019年3月（ベネディック役）
- 「終わりにする、一人と一人ヶ丘」2019年11月（男2役）
- 「マクベスの悲劇」2020年3月（アンガス役）